# Rue Saint-Louis-en-l'Île
Pour l'album de Brigitte Fontaine, voir Rue Saint Louis en l'île (album).
La rue Saint-Louis-en-l’Île est une voie de l’île Saint-Louis dans le 4e arrondissement de Paris, en France.

## Situation et accès

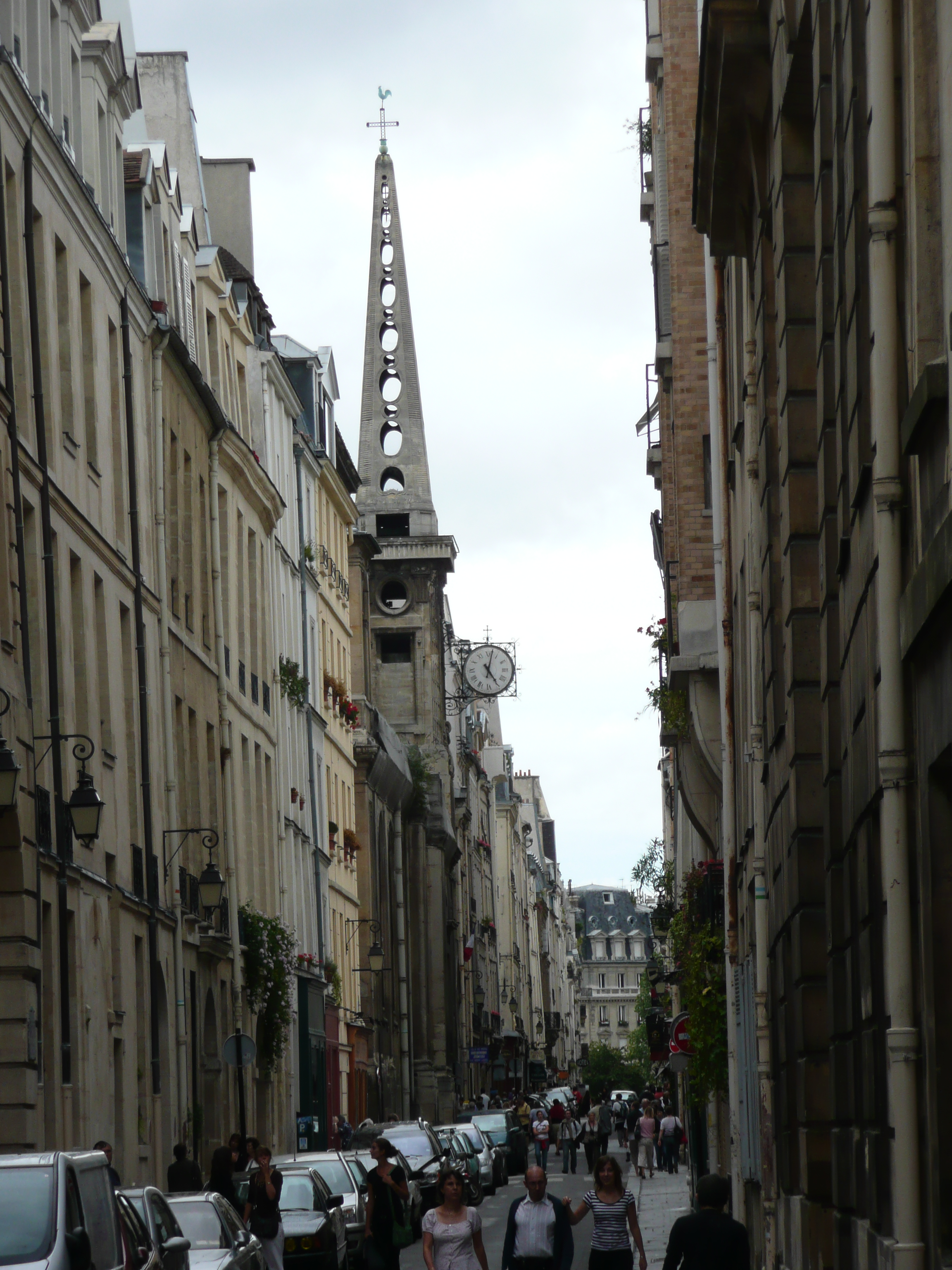
La rue, près de son extrémité est. Le clocher de l’église Saint-Louis-en-l'Île est visible.

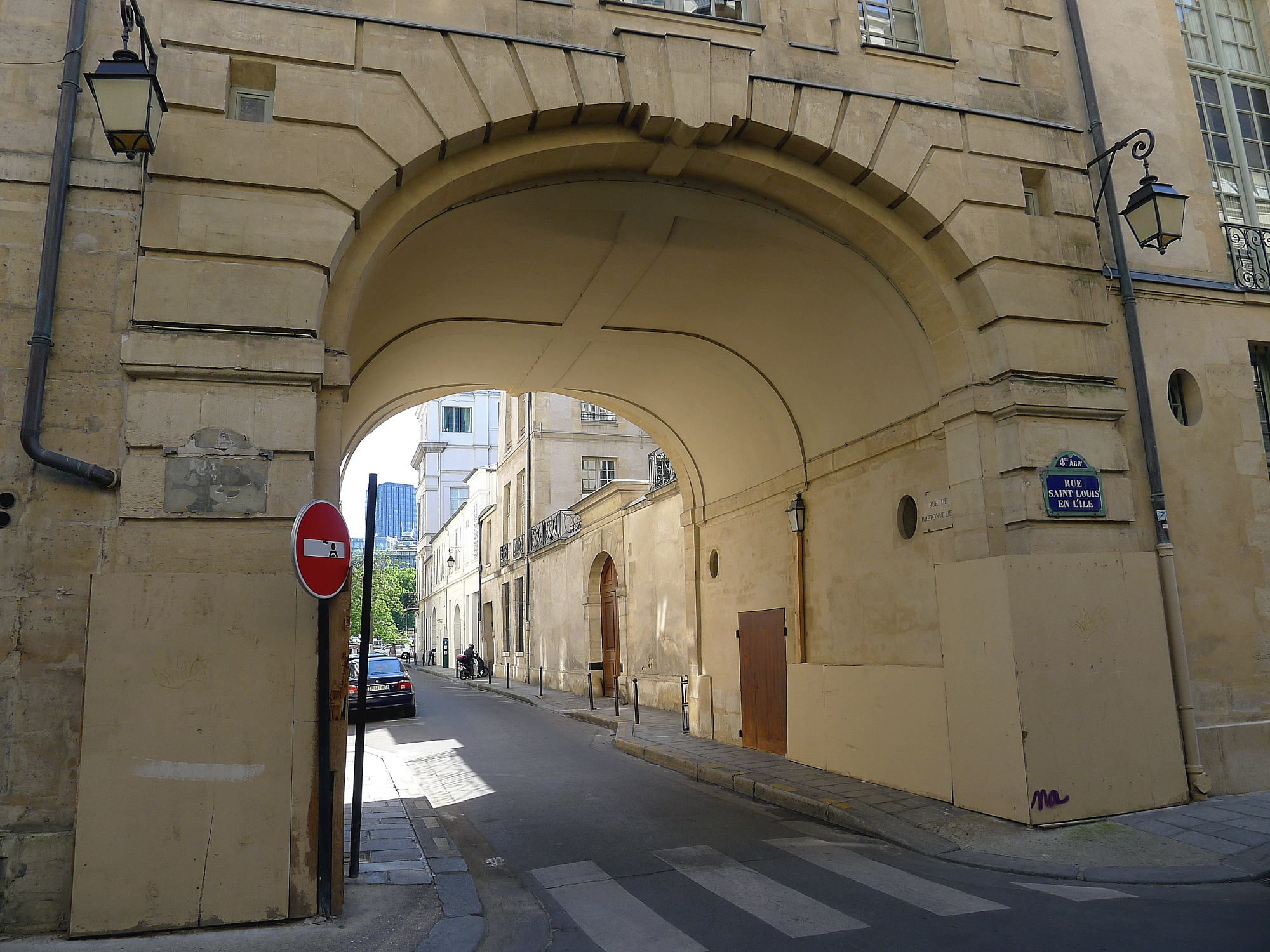
Accès à la rue de Bretonvilliers par un porche.

La rue Saint-Louis-en-l’Île est la seule artère qui, avec les quais d’Anjou, de Béthune, de Bourbon et d'Orléans, permette la traversée de la quasi-totalité de l'île Saint-Louis dans sa longueur, d’est en ouest : toutes les autres voies lui sont plus ou moins perpendiculaires.
Elle débute à l’est au niveau du 1, quai d'Anjou et du 5, boulevard Henri-IV et se termine 540 m plus à l’ouest au 4, rue Jean-du-Bellay.
Suivant le schéma global de numérotation des voies parisiennes, les numéros de la rue Saint-Louis-en-l’Île suivent le cours de la Seine : ils augmentent quand on parcourt la rue d'est en ouest. Les nos 1 et 2 ouvrent la rue à l'est ; les nos 83 et 92 la terminent à l'ouest. Les numéros pairs sont situés sur le côté nord de la rue, les numéros impairs sur le côté sud.
Outre les voies la bornant, la rue Saint-Louis-en-l'Île est rejointe ou traversée par plusieurs rues ; d'est en ouest :
- nos 7-9 : rue de Bretonvilliers
- nos 19-19 bis et 16-18 : rue Poulletier
- nos 33-35 et 48-50 : rue des Deux-Ponts
- nos 45-47 : rue Budé
- nos 61-63 et 72-74 : rue Le Regrattier
- nos 75-77 : rue Boutarel

Cette rue, en plein centre de l'île Saint-Louis, est très touristique. Aussi présente-t-elle de nombreuses boutiques et restaurants qui occupent de vieilles maisons datant pour la plupart des XVIIe ou XVIIIe siècles.

## Origine du nom
Cette rue doit son nom à l'église Saint-Louis-en-l'Île qui y est située.

## Historique

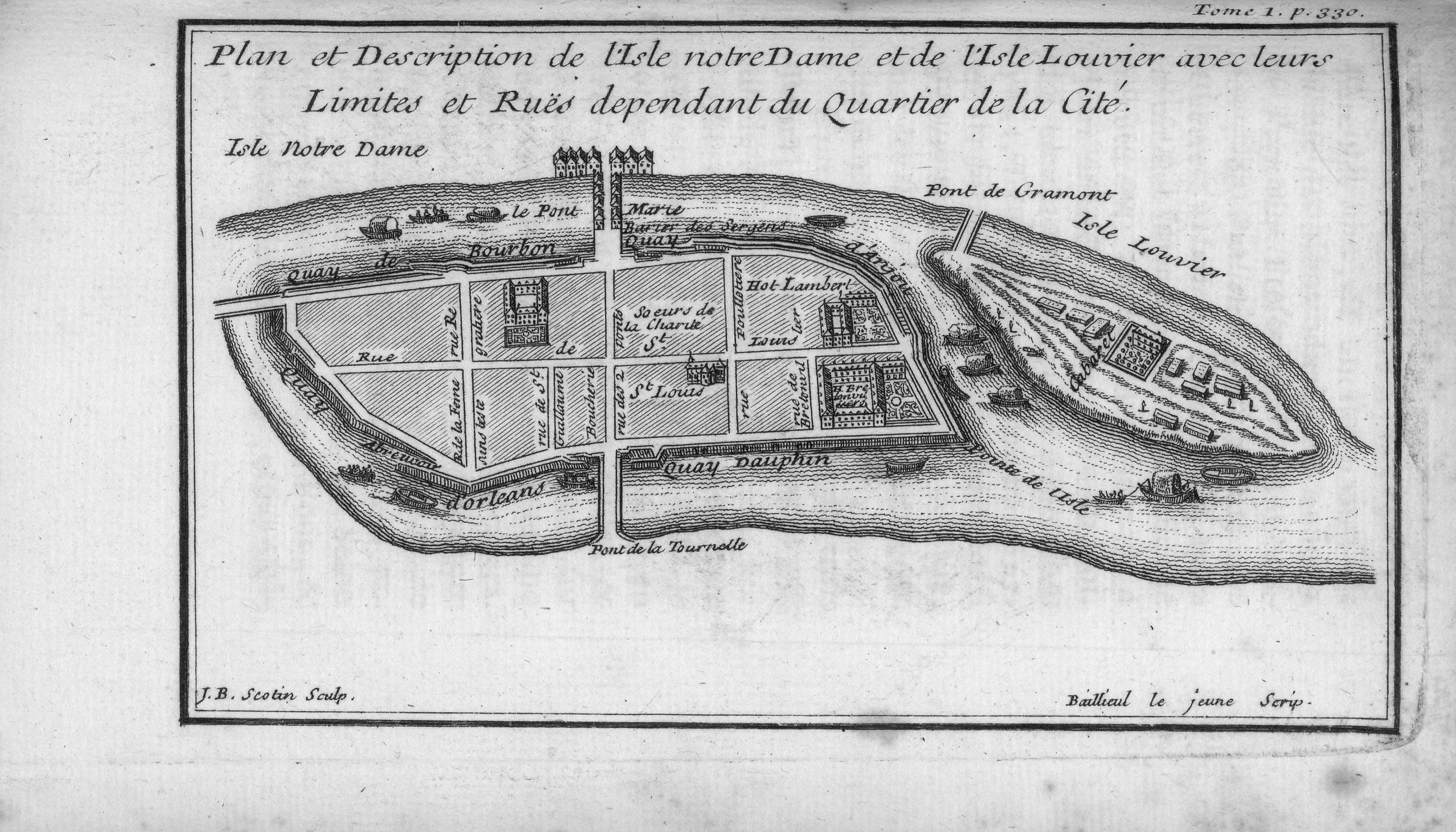
Plan de l'île Saint-Louis (alors appelée « île Notre-Dame ») et de l'île Louviers (rattachée depuis à la rive droite) en 1742.

Les travaux d'urbanisation de l'île Saint-Louis sont entrepris sous le règne de Louis XIII, entre 1614 et 1646. L'île est alors structurée par la voie occupée actuellement par la rue Saint-Louis-en-l'Île alors dénommée « Grande rue de l'île Notre-Dame ».
Il est cité sous le nom de « Grand rue de l'isle Notre Dame », pour une partie, et de « rue Saint Louys », pour une autre partie, dans un manuscrit de 1636.
À l'origine, la rue est composée de deux artères situées de part et d'autre de la rue des Deux-Ponts : la « rue Palatine » à l'est de celle-ci et la « rue Carelle » à l'ouest ; elle est ensuite dénommée « rue Marie » (1654), « rue Saint-Louis », « rue de la Fraternité » (1793), rue « Blanche de Castille » (1806) puis « rue Saint-Louis » (1814).
Par ordonnance en date du 9 décembre 1838, la rue Saint-Louis-en-l'Île est alignée :
« Louis-Philippe, etc.,

Article 1 - Les alignements des rues de Bretonvilliers, de la Femme-sans-Tête, Guillaume, Saint-Louis-en-l'Île, Poulletier, Regrattier, des quais d'Anjou, de Béthune, de Bourbon et d'Orléans, à Paris sont arrêtés ainsi qu'ils sont tracés sur les plans ci-annexés, suivant les procès-verbaux des points de repère transcrits sur les dits plans.
 Donné au palais des Tuileries le 9 décembre 1838. »

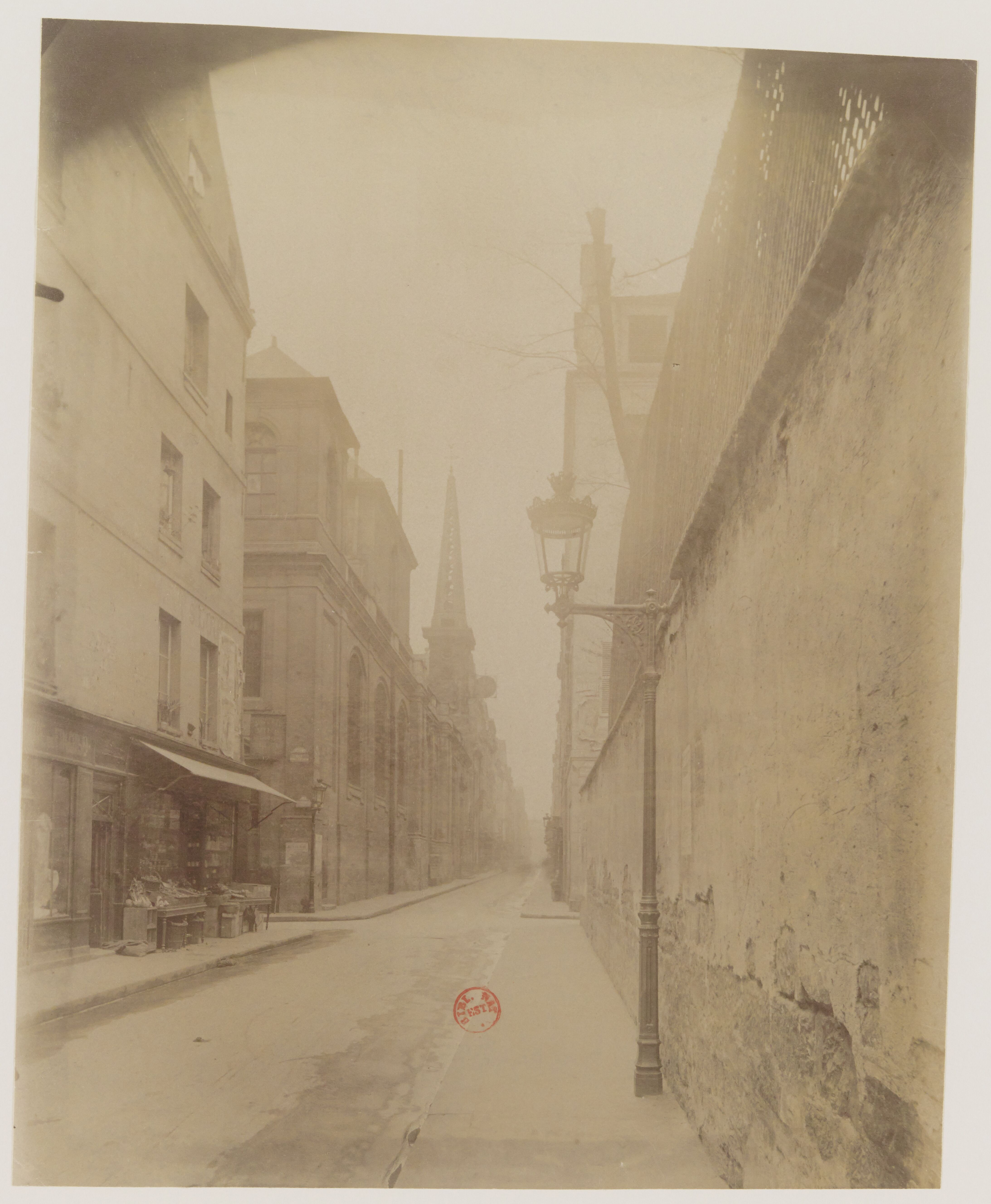
La rue en avril 1899 (photographie d'Eugène Atget).
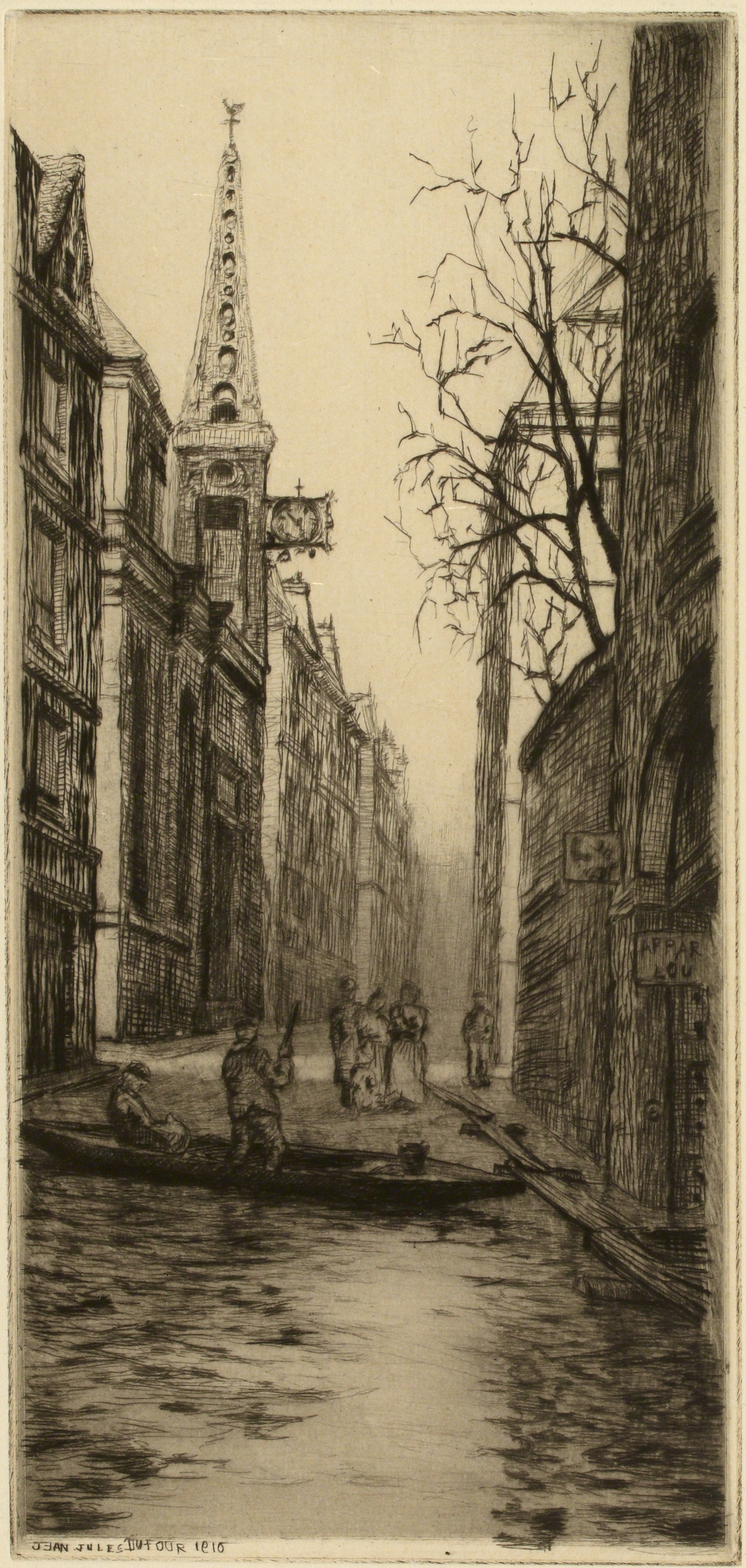
La rue inondée pendant la crue de 1910 (eau-forte de Jean-Jules Dufour).
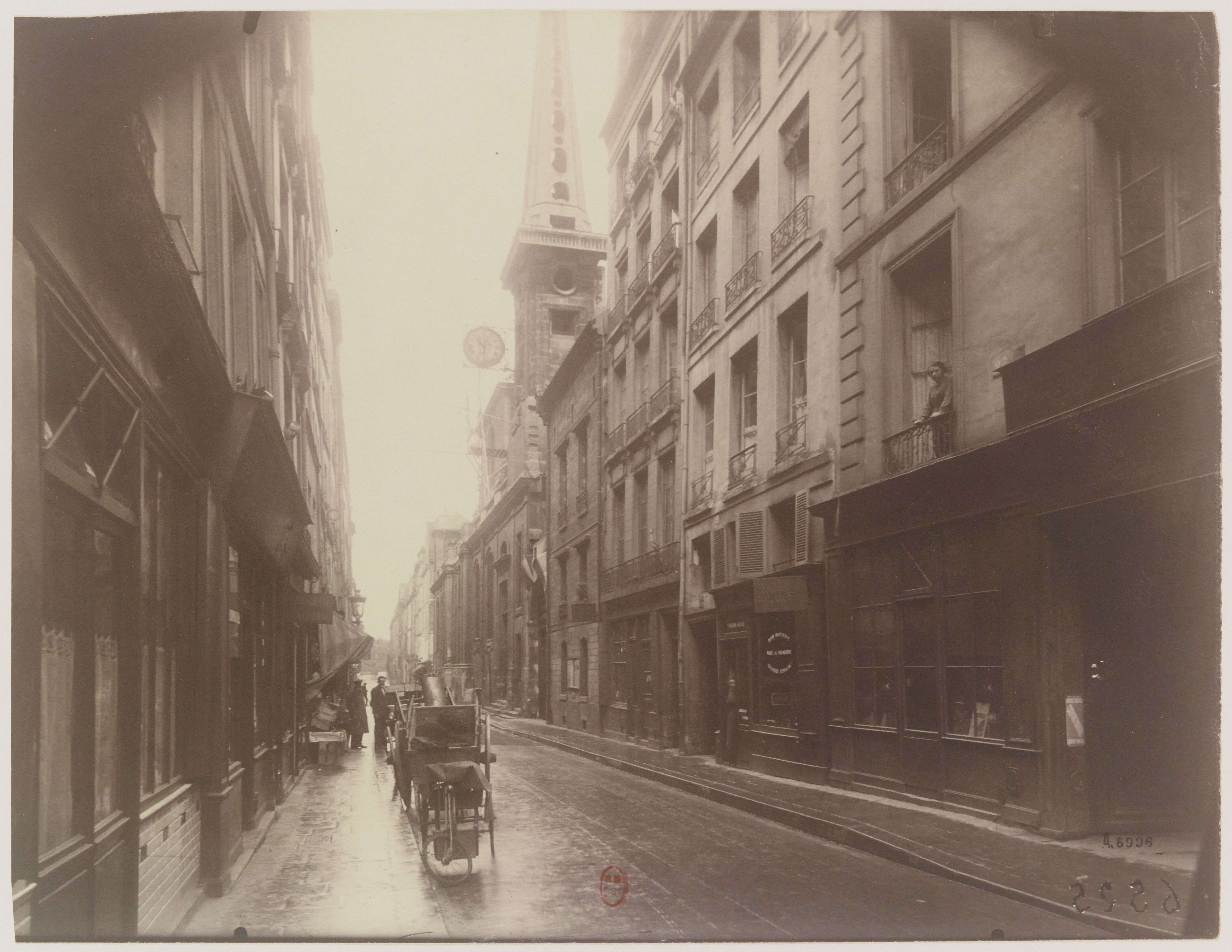
La rue dans les années 20 (photographie d'Eugène Atget).

## Bâtiments remarquables et lieux de mémoire

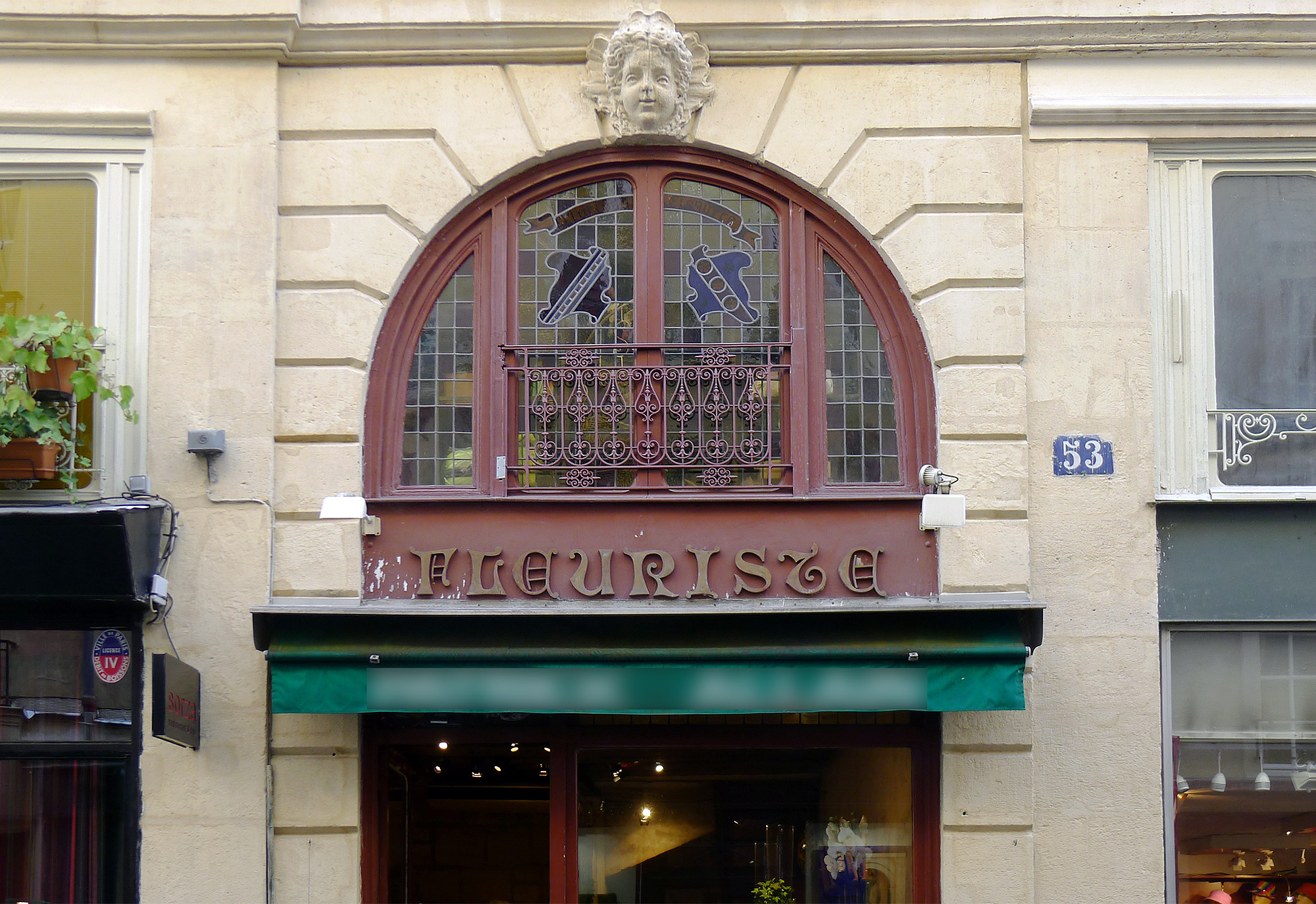
No 53.
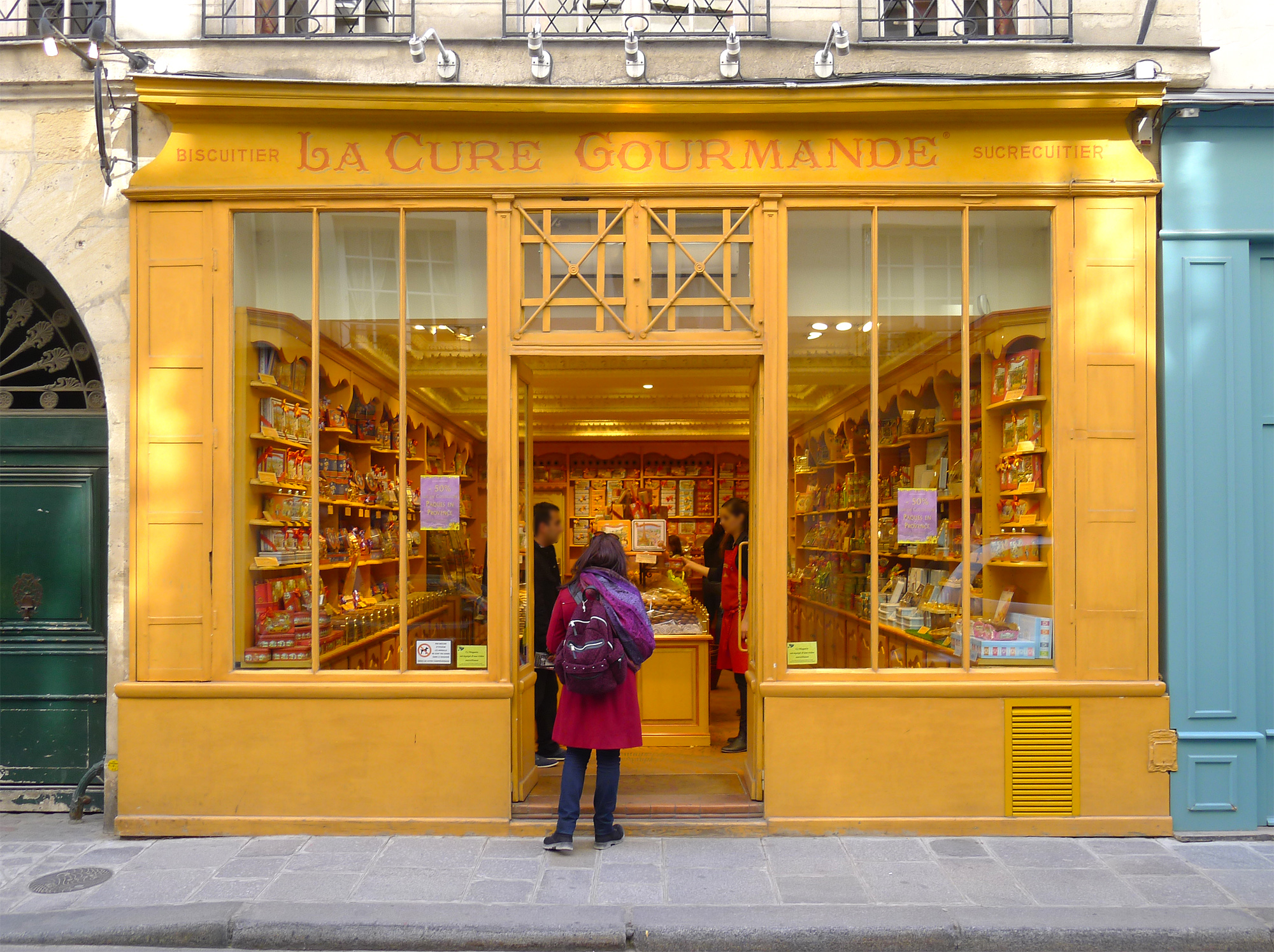
No 55.
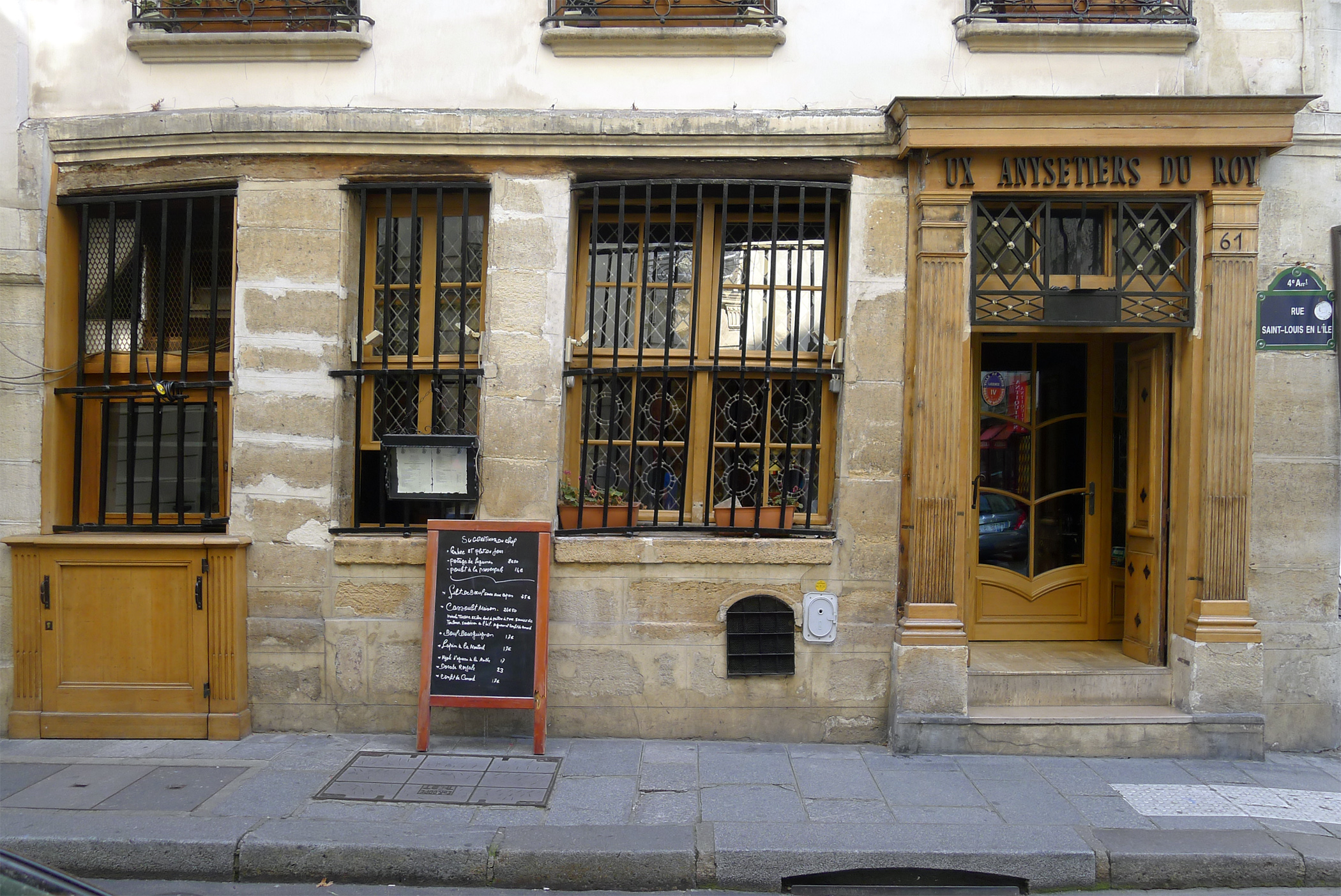
No 61.
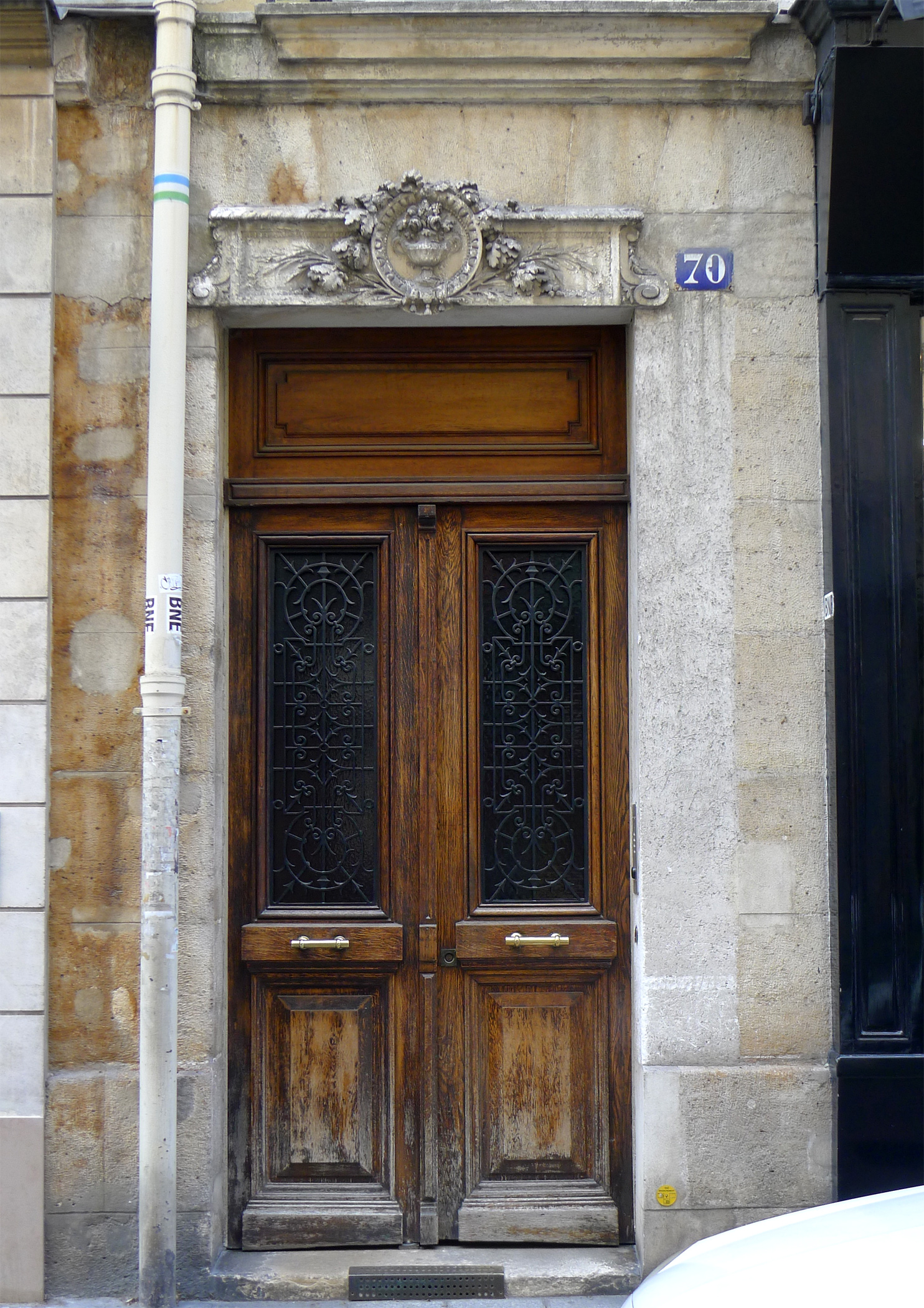
No 70.

La rue Saint-Louis-en-l’Île comporte les édifices remarquables et lieux de mémoire suivants :
- La famille Roberge de Boismorel y avait son hôtel particulier.
- Charles de Valois de La Mare ou de la Marre (1671-1747), antiquaire du roi et pensionnaire à l'Académie royale des inscriptions et belles-Lettres en 1739, demeure dans une des dernières maisons de la rue, près du pont qui a précédé l'actuel pont Saint-Louis ce qu'indique l'Almanach national publié cette même année, dans ces termes: rue S. Louis, Isle N. Dame, du côté du Pont de Bois.

- No 2 : hôtel Lambert, construit entre 1642 et 1644[4].

- No 3 : maison construite au XVIIe siècle, inscrite MH partiellement (porte sur rue)[5].
- No 4 : une plaque rappelle que l'homme politique Charles Lederman (1913-1998) vécut dans cet immeuble.
- No 6 : une plaque commémorative rappelle que le théologien russe Vladimir Lossky vécut et mourut en 1958 dans cet immeuble.
- No 7 : ancien hôtel particulier appartenant à l'îlot Bretonvilliers construit à partir de 1639, inscrit partiellement MH (façades, toitures, escalier)[6].
- No 9 : ancien hôtel particulier inscrit et classé partiellement MH (pavillon à arcade)[7].
- No 10 : immeuble construit au XVIIe siècle, inscrit partiellement MH (porte cochère, rampe d’escalier en fer forgé, cage d’escalier à pans de bois)[8]. La chanteuse Françoise Hardy y acquit un appartement et y vécut entre 1970 et 1974.
- No 11 : ancien hôtel particulier inscrit partiellement MH (façade et toiture sur rue)[9]. Marcel Schwob y recevait Anna de Noailles, Colette, Henri de Régnier, Paul Fort et Paul Léautaud[10].
- No 12 :  
  - une plaque mentionne la naissance en ces lieux de l'homme politique Léon Bourgeois (1851-1925) ;
  - une plaque commémorative rappelle que l’ingénieur Philippe Lebon (1767-1804) découvrit dans cette maison le principe de l’éclairage et du chauffage par le gaz ;
  - le compositeur Henri Dutilleux (1916-2013) et son épouse la pianiste Geneviève Joy (1919-2009) y vécurent (une plaque a été inaugurée le 22 septembre 2015 en présence, notamment, du maire d’arrondissement Christophe Girard[11]).

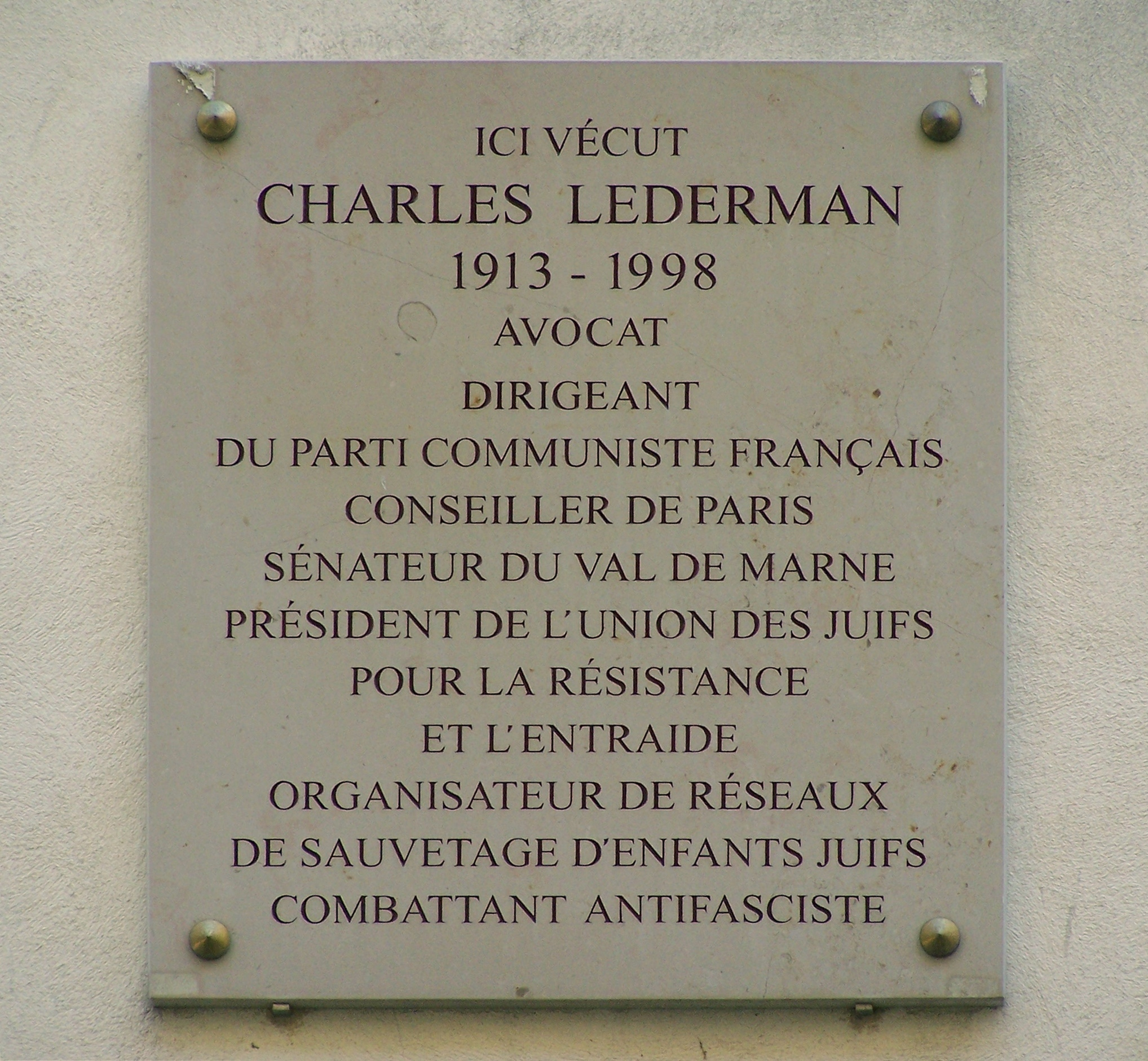
No 4 : plaque commémorative en l’honneur de Charles Lederman.
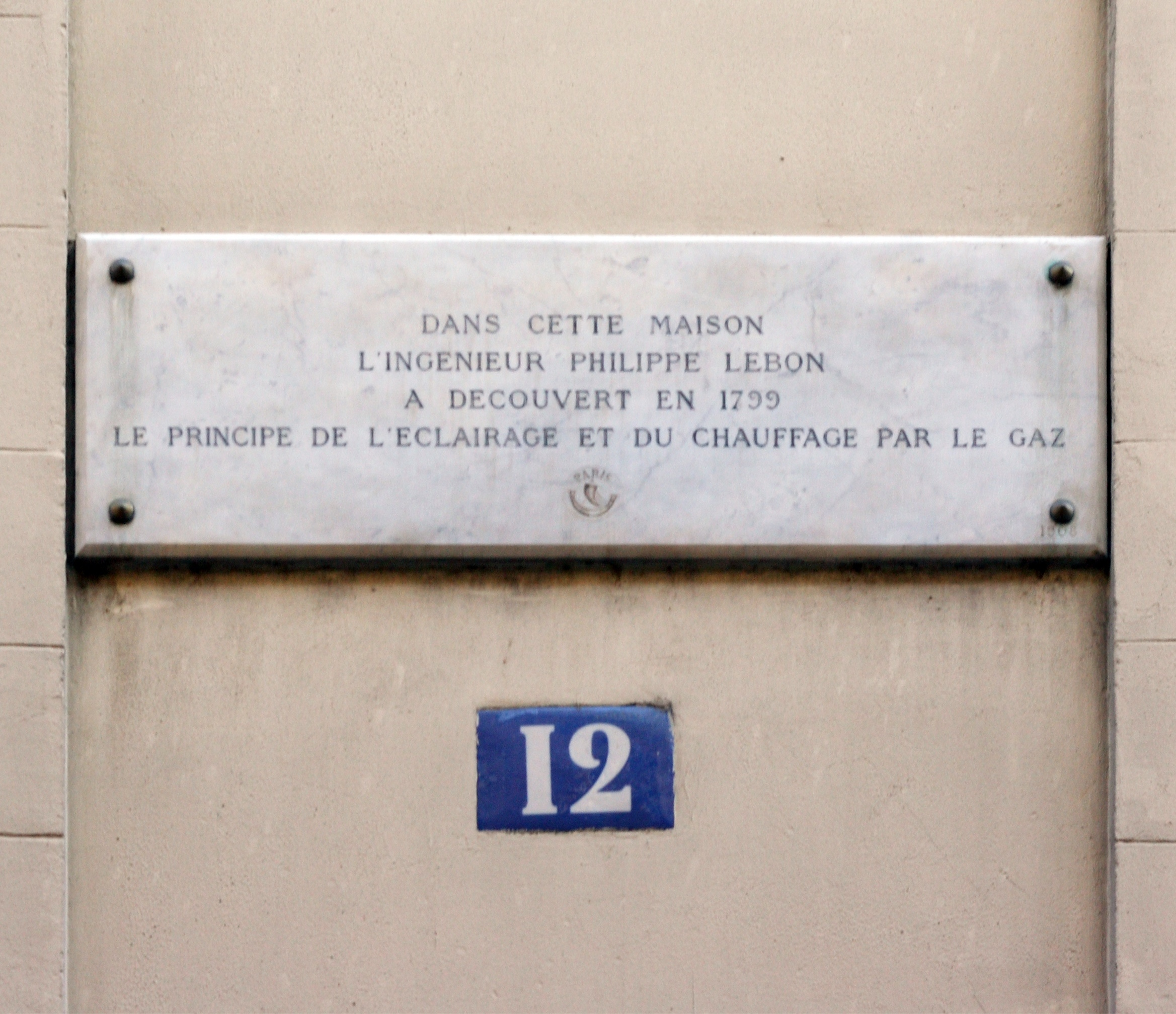
No 12 : plaque commémorative en l’honneur de Philippe Lebon.
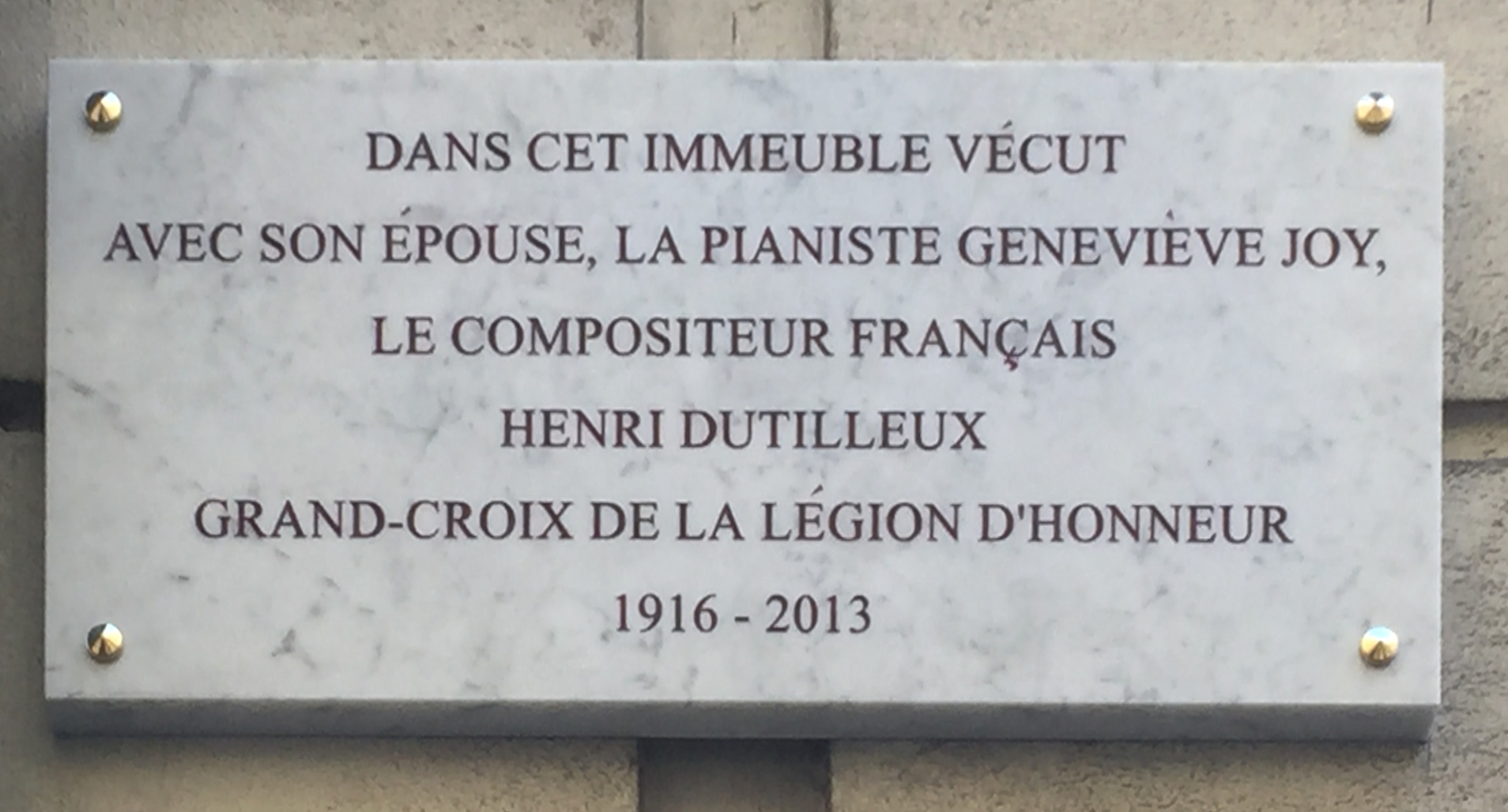
No 12 : plaque commémorative en l’honneur d'Henri Dutilleux.
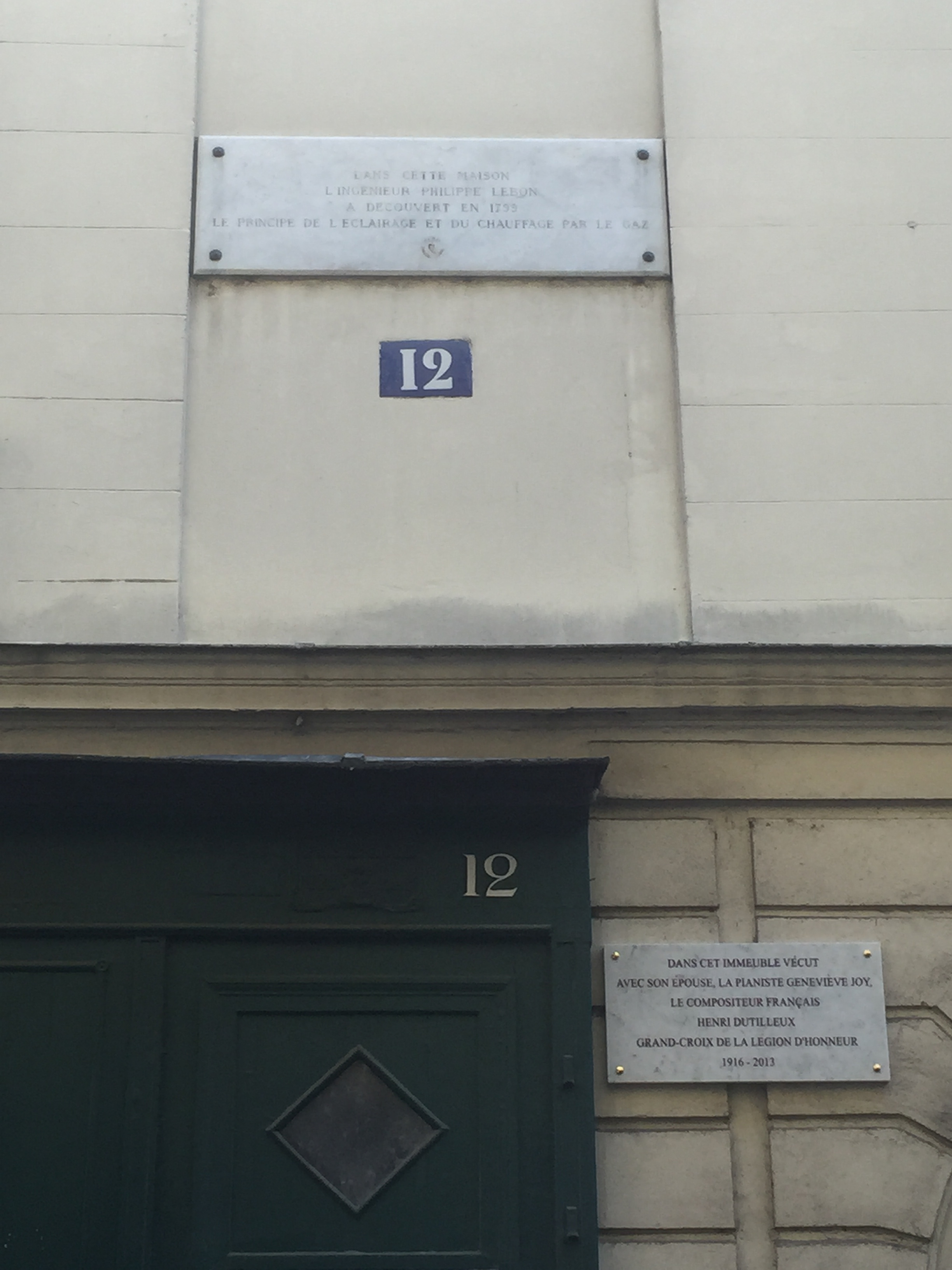
No 12 : emplacements des deux plaques commémoratives.

- No 13 : hôtel particulier inscrit MH partiellement (façade et toiture sur rue)[12].
- No 19 bis : église Saint-Louis-en-l'Île[13].

- - En 1792 est posée, sur la façade de l’église, la plaque « LOIX ET ACTES de l’autorité publique ». Sous cette plaque devaient être affichées les nouvelles lois et la liste des condamnés à mort[14].

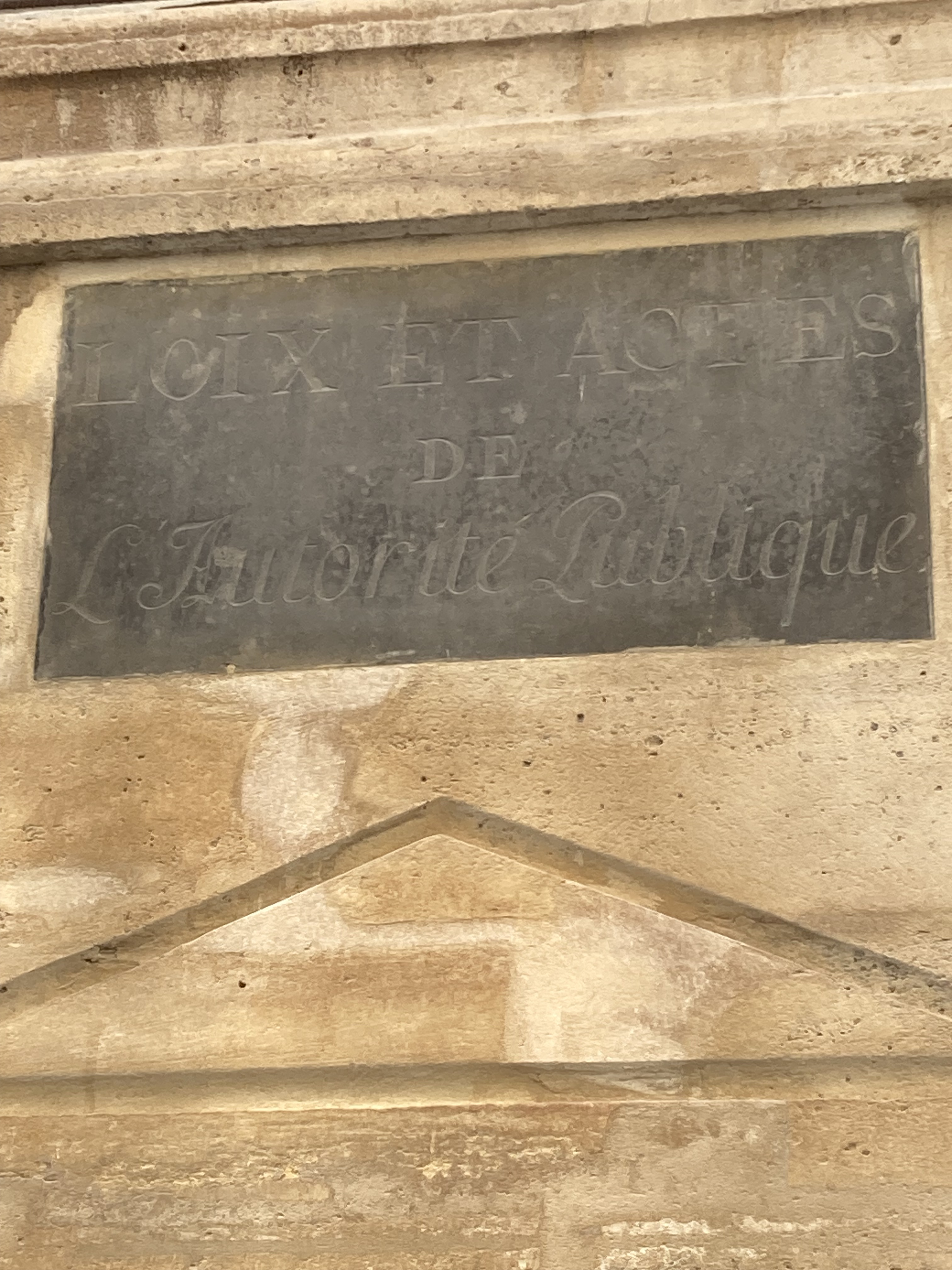
Plaque « LOIX ET ACTES de l’autorité publique .

- No 19 : emplacement du second cimetière de lÎle-Saint-Louis, le premier a été supprimé pour édifier l’église actuelle. Il est fermé en 1786 pour raison d’hygiène, les restes transférés aux catacombes[15].
- No 21 : école primaire Saint-Louis en l’Isle. Édouard Bled, auteur avec sa femme du Bled, manuel d’orthographe devenu un ouvrage de référence, y a été instituteur[16].
- No 24 : immeuble construit entre 1618 et 1660, lors du lotissement de l'île, inscrit MH partiellement (escalier et cage d'escalier)[17].
- No 29 : ancien hôtel particulier, inscrit MH partiellement (façade, toiture sur rue, cage d'escalier)[18].
- No 31 : glacier Berthillon.
- No 35 : immeuble construit au XVIIe siècle, inscrit MH partiellement (façades et toitures sur rues)[19].
- No 44 : le graveur Jacques Étienne Pannier (1802-1869) y vécut[20].
- No 51 : le métaphysicien René Guénon a habité pendant plus de vingt-cinq ans à l'hôtel Chenizot[21].
- Nos 51-53 : hôtel de Chenizot, construit en 1726 par l'architecte Pierre de Vigny[22].
- No 54 : ancienne salle de jeu de paume construite au XVIIe siècle, inscrite MH[23].
- No 61 : boutique construite au XVIIIe siècle, inscrite MH partiellement (devanture et enseigne)[24].
- No 69 : l'artiste Brigitte Fontaine a longtemps habité un appartement à ce numéro[25]. Son quatorzième album, sorti en 2004, s'intitule d'ailleurs Rue Saint Louis en l'île.

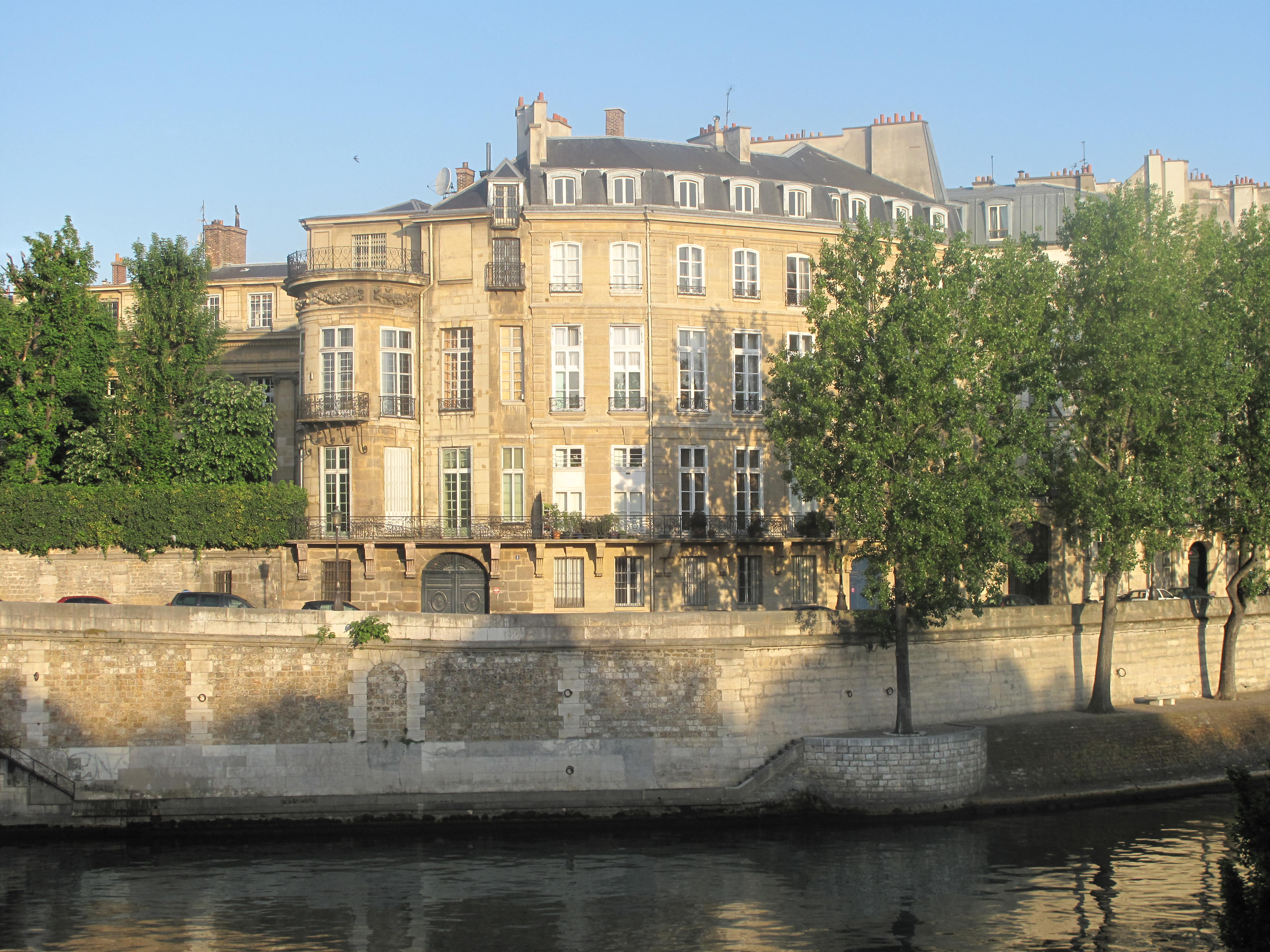
No 2 : l'hôtel Lambert, vu depuis la rive droite de la Seine.
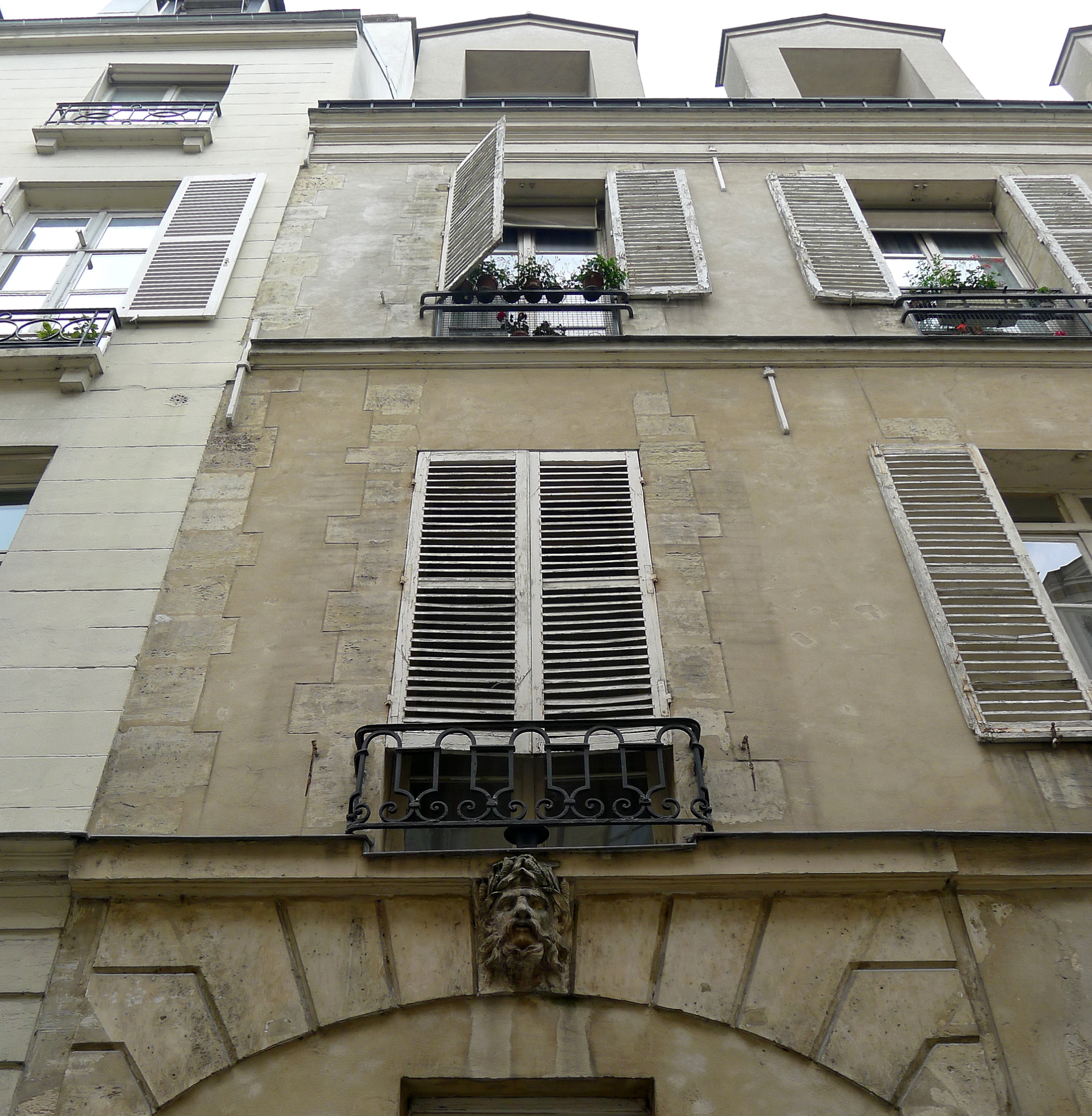
No 10 : immeuble inscrit partiellement MH.
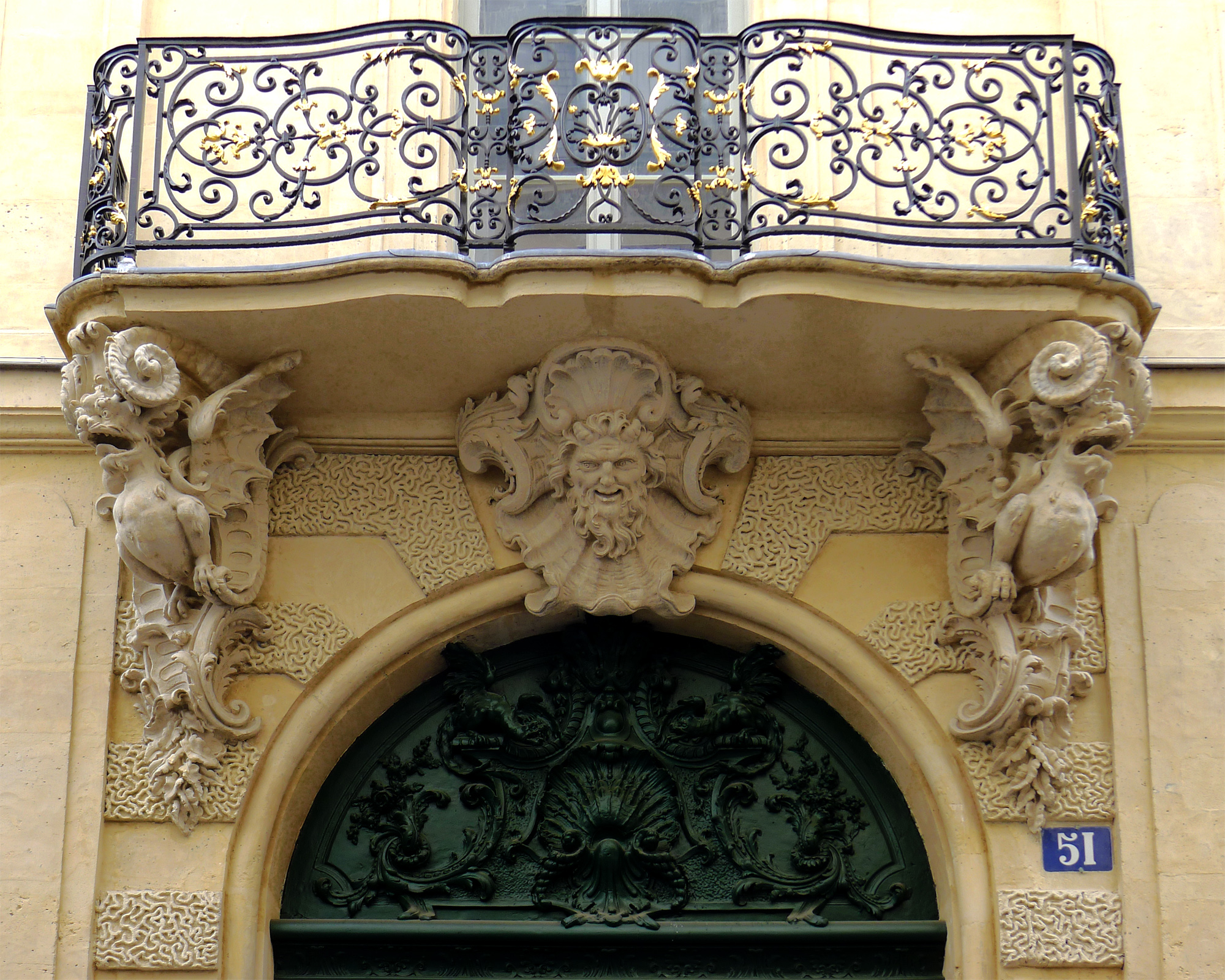
No 51 : balcon de la porte d'entrée de l'hôtel de Chenizot.
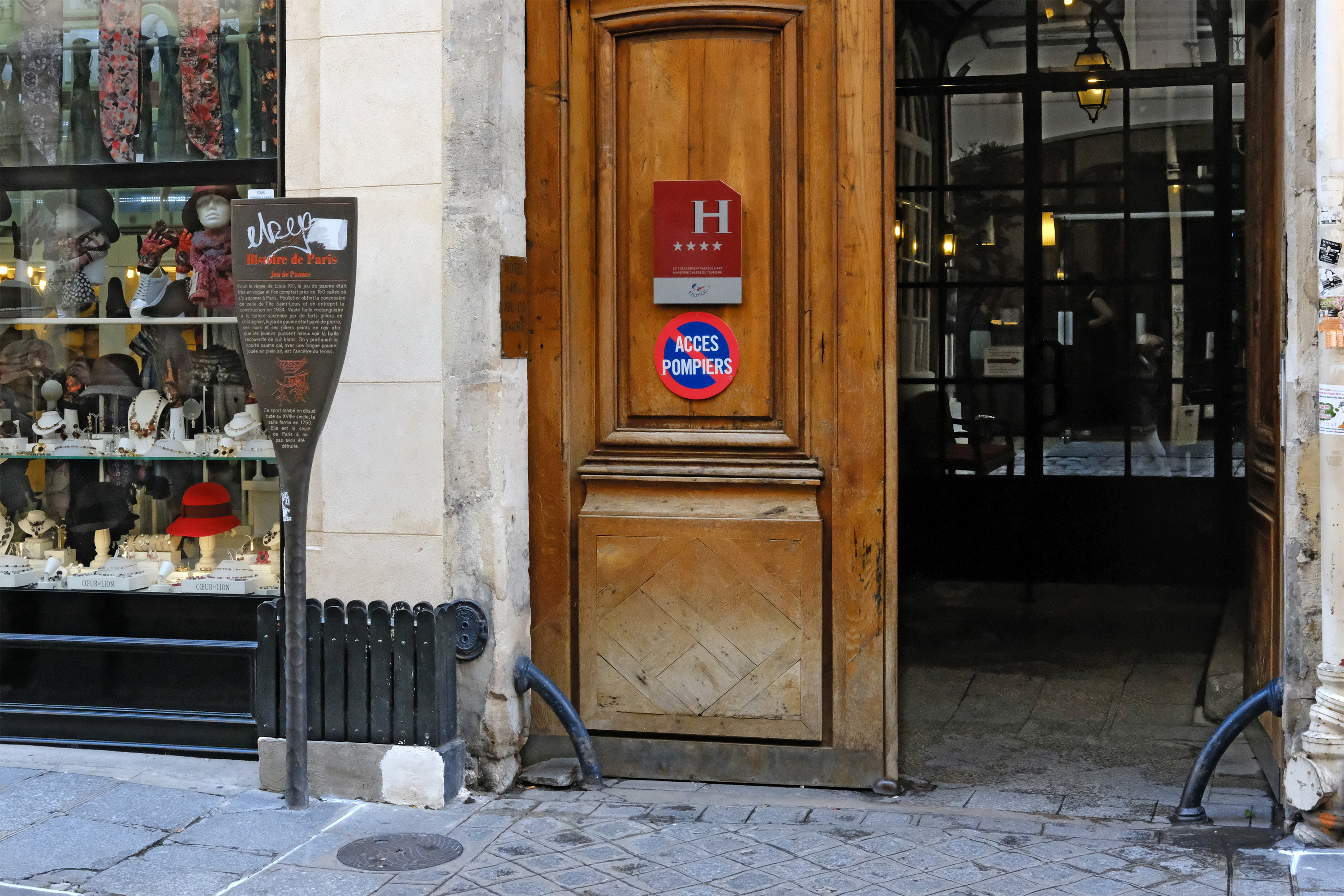
No 54 : panneau Histoire de Paris « Jeu de Paume ».